# New Houlka
New Houlka és una població dels Estats Units a l'estat de Mississipi. Segons el cens del 2000 tenia 710 habitants.

## Demografia
Segons el cens del 2000, New Houlka tenia 710 habitants, 285 habitatges, i 186 famílies. La densitat de població era de 224,7 habitants per km².
Dels 285 habitatges en un 34,4% hi vivien nens de menys de 18 anys, en un 43,5% hi vivien parelles casades, en un 18,6% dones solteres, i en un 34,7% no eren unitats familiars. En el 31,9% dels habitatges hi vivien persones soles el 17,5% de les quals corresponia a persones de 65 anys o més que vivien soles. El nombre mitjà de persones vivint en cada habitatge era de 2,49 i el nombre mitjà de persones que vivien en cada família era de 3,16.
Per edats la població es repartia de la següent manera: un 29,4% tenia menys de 18 anys, un 7,9% entre 18 i 24, un 28,9% entre 25 i 44, un 19,3% de 45 a 60 i un 14,5% 65 anys o més.
L'edat mediana era de 34 anys. Per cada 100 dones de 18 o més anys hi havia 80,9 homes.
La renda mediana per habitatge era de 20.417 $ i la renda mediana per família de 28.958 $. Els homes tenien una renda mediana de 22.353 $ mentre que les dones 18.542 $. La renda per capita de la població era de 10.812 $. Entorn del 20% de les famílies i el 24,7% de la població estaven per davall del llindar de pobresa.

## Poblacions més properes
El següent diagrama mostra les poblacions més properes.